# مالانا، خیبر پختونخوا
مالانا (به انگلیسی: Malana) یک شورای اتحادیه در پاکستان است که در ناحیه دیره اسماعیل خان واقع شده‌است.